# Sistema imperiale britannico

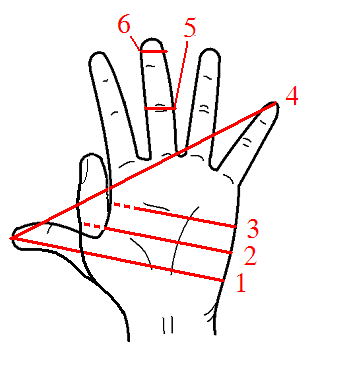
Le unità del sistema imperiale britannico prendono come riferimento alcune lunghezze caratteristiche della mano, come la lunghezza di una spanna (4) o del palmo (3).

Il sistema imperiale britannico (o anche sistema di unità imperiali) è un sistema di unità di misura adottato nell'Impero britannico e nel Regno Unito.
Si è sviluppato da quelle che in principio erano conosciute come unità inglesi, un'evoluzione delle unità di misura romane e di quelle utilizzate dalle popolazioni Anglosassoni. È stato a sua volta la base per il sistema consuetudinario statunitense.

## Storia
Introdotto dal British Weights and Measures Act del 1824, è stato utilizzato in tutto l'Impero britannico fino alla fine del XIX secolo ed ufficialmente nel Regno Unito fino al 1965, quando è stato introdotto il sistema metrico. Tuttavia nel Regno Unito le merci possono riportare affiancate alle unità metriche quelle imperiali, grazie ad un'eccezione alla normativa europea del 1995, formalizzata da una revisione del 2009.

## Unità di misura

### Lunghezza
| Misura                    | Nome inglese     | Equivalente SI                    |
| ------------------------- | ---------------- | --------------------------------- |
| millesimo di pollice, mil | thou             | 0,0254 mm                         |
| linea                     | line             | 0,635 mm (1/40 di pollice)        |
| pollice                   | inch             | 25,4 mm                           |
| mano                      | hand             | 101,6 mm (4 pollici)              |
| spanna                    | span             | 228,6 mm (9 pollici)              |
| piede                     | foot             | 304,8 mm (12 pollici)             |
| gomito (cubito)           | cubit            | 457,2 mm (18 pollici o 1,5 piedi) |
| iarda                     | yard             | 914,4 mm (3 piedi)                |
| braccio                   | fathom           | 1,8288 m (2 iarde)                |
| barra, pertica            | rod, pole, perch | 5,0292 m (5,5 iarde)              |
| catena                    | chain            | 20,1168 m (22 iarde)              |
| furlong                   | furlong          | 201,168 m (220 iarde)             |
| miglio terrestre          | statute mile     | 1 609,344 m (1760 iarde)          |

### Massa
| Nome                   | Equivalente SIB     | Equivalente SI |
| ---------------------- | ------------------- | -------------- |
| grano (grain)          | 1/7000 di libbra    | 64,799 mg      |
| dramma (dram o drachm) | 1/8 di oncia (Troy) | 3,89 g         |
| oncia avoirdupois      | 8 dramme            | 28,349523 g    |
| libbra (pound)         | 16 once             | 453,59237 g    |
| stone (st)             | 14 libbre           | ~6,35 kg       |
| quarter                | 2 stones            | ~12,7 kg       |
| hundredweight (cwt)    | 4 quarters          | ~50,8 kg       |
| long ton               | 20 hundredweights   | 1 016,0 kg     |

### Superficie
| Misura SIB     | Nome inglese  | Equivalente SI                |
| -------------- | ------------- | ----------------------------- |
| pollice quadro | square inches | 645,16 mm2                    |
| piede quadro   | square feet   | 0,09290 m2                    |
| iarda quadra   | square yard   | 0,83612 m2                    |
| miglio quadro  | square miles  | 2,58984 km2                   |
| acro           | acre          | 0,4046 ettari = 4046,85642 m2 |

### Volume

#### Solidi
| Misura SIB   | Nome inglese | Equivalente SI |
| ------------ | ------------ | -------------- |
| pollice cubo | cubic inch   | 16387,06 mm3   |
| piede cubo   | cubic feet   | 0,02831 m3     |
| iarda cubica | cubic yards  | 0,76455 m3     |
| miglio cubo  | cubic mile   | 4,16783 km3    |

#### Capacità
| Misura SIB       | SIB                     | Equivalente SI |
| ---------------- | ----------------------- | -------------- |
| oncia liquida    | 1/20 pinta              | 28,4 ml        |
| gill             | 5 once                  | 142 ml         |
| pinta (pint)     | 20 once fluide          | 568 ml         |
| quarto (quart)   | 2 pinte = 1/4 gallone   | 1,1364 l       |
| gallone (gallon) | 160 once oppure 8 pinte | 4,546 l        |

### Temperatura
Il sistema imperiale britannico utilizza i gradi della scala Fahrenheit, proposta nel 1724 da Gabriel Fahrenheit.
La conversione tra gradi Fahrenheit e gradi Celsius avviene secondo la seguente formula:
| Conversione da | a          | formula                |
| -------------- | ---------- | ---------------------- |
| Celsius        | Fahrenheit | °F = (°C × 1,8) + 32   |
| Fahrenheit     | Celsius    | °C = (°F − 32) / (1,8) |

Alcuni punti di riferimento:
| Fenomeno                          | Celsius | Fahrenheit |
| --------------------------------- | ------- | ---------- |
| Ebollizione dell'acqua            | 100 °C  | 212 °F     |
| Temperatura media del corpo umano | 36 °C   | 96,8 °F    |
| Congelamento dell'acqua           | 0 °C    | 32 °F      |

A partire dagli anni novanta l'utilizzo della scala di temperature Fahrenheit è andato via via scemando nel Regno Unito, a favore della più diffusa e semplice scala Celsius.

## Denaro
Fino al 1971 nel Regno Unito e in Irlanda vigeva un sistema monetario non decimale formato da tre unità di misura proporzionali: la sterlina (pound, plurale pounds), lo scellino (shilling, plur. shillings) e il penny (penny, plur. pence)
In seguito alla riforma del sistema monetario i due paesi hanno adottato una sterlina divisa in 100 penny e abolito lo scellino.